# Tramvaje Falkenried série 122–127 (Štětín)
Tramvaje Falkenried série 122–127 jsou typ dvounápravové obousměrné tramvaje, vyrobené podnikem Falkenried v Hamburku v roce 1912 pro Štětínskou společnost pouličních drah. Tyto vozy znamenaly pro štětínskou městskou hromadnou dopravu rozšíření vozového parku elektrické dráhy. Série pěti vozů evidenčních čísel 122–127 navázala na předchozí motorové vozy evidenčních čísel 1–121 z let 1897 a 1904, které pocházely z vagónky Herbrand v Kolíně nad Rýnem.

## Konstrukce
Vůz Falkenried byl obousměrný dvounápravový motorový tramvajový vůz s odporovou výzbrojí. Pojezd tvořil dvounápravový podvozek s rozvorem 1800 mm a se dvěma motory o výkonu 39,98 kW. Místa k sezení tvořily sedačky v příčném uspořádání. Odběr proudu byl zajištěn pomocí tyčového sběrače s kladkou. Oproti tramvajím z Kolína nad Rýnem, jež měly zcela otevřené plošiny, měly hamburské vozy č. 122–127 z výroby uzavření plošin. Vstup na plošiny byl zajištěn posuvnými jednodílnými dveřmi (v každé bočnici dvěma). Napájecí napětí pro výzbroj činilo 550 V stejnosměrného proudu. Vozy byly uzpůsobeny pro provoz dvouvozových souprav ve složení motorový vůz + vlečný vůz.
Během svého provozu byly vozy upravovány. Tyčový sběrač byl ve 20. letech 20. století vyměněn za lyru, a později za lehký pantograf.

## Dodávky tramvají
| Současný stát | Město  | Článek | Typ        | Roky dodávek | Počet vozů | Evidenční čísla při dodání | Zdroj |
| ------------- | ------ | ------ | ---------- | ------------ | ---------- | -------------------------- | ----- |
| Polsko        | Štětín | článek | Falkenried | 1912         | 6          | 122–127                    | [ 1 ] |

## Provoz
Vozy Falkenried získaly sérii čísel 122–127 a byly do provozu zařazeny v lednu 1912. Roku 1943 k nim přibyla ještě série 2 ojetých vlečných vozů z Osla (č. 523–524). K dispozici tak bylo celkem 8 vozů. Po skončení druhé světové války byl vlečný vůz ev. č. 524 předány do Varšavy, kde byl provozovány do roku 1949. Poslední tramvaje Falkenried dojezdily ve Štětíně do roku 1967.